# Гонгиничі
Гонгиничі (рос. Гонгиничи) — присілок у Лодєйнопольському районі Ленінградської області Російської Федерації.
Населення становить 14 осіб. Належить до муніципального утворення Альоховщинське сільське поселення.

## Історія
Згідно із законом від 20 вересня 2004 року № 63-оз належить до муніципального утворення Альоховщинське сільське поселення.

## Населення
| 1879 | 1905 | 1927 | 1958 | 1997 | 2007 | 2010 |
| ---- | ---- | ---- | ---- | ---- | ---- | ---- |
| 204  | ↗300 | ↗324 | ↘84  | ↘9   | ↗13  | ↗21  |
| 2014 | 2015 | 2016 |      |      |      |      |
| ↘12  | →12  | ↗14  |      |      |      |      |